# Temporada da NFL de 1936
A Temporada de 1936 da National Football League  foi a 17ª temporada regular da National Football League. Foi primeira ano desde que fora fundada, não houve nenhuma transação entre times; nem um clube desistiu da liga ou um novo clube entrou na NFL. 1936 foi também o primeiro ano em que todos os times jogaram a mesma quantidade de jogos
A temporada terminou quando o Green Bay Packers derrotou o Boston Redskins no jogo da NFL Championship. Na única vez da história da NFL, o time com o mando de campo recusou o direito de jogar em seu próprio estádio e quis jogar em campo neutro. Devido a uma baixa presença do público, os Redskins mudaram o jogo de Boston para o Polo Grounds na cidade de Nova York.
Em 8 de Fevereiro de 1936, ocorreu o primeiro draft da NFL, no Ritz-Carton Hotel, Filadélfia, Pensilvânia, e com a primeira escolha, o Philadelphia Eagles escolheu o running back Jay Berwanger da Universidade de Chicago. 

## Disputa nas divisões
Na Western Division, os Bears chegaram a 6-0-0 e os a Packers 5-1-0 no meio da temporada de 12 jogos, sendo a única derrota dos Packers para Chicago por  30-3. No dia 1 de Novembro, Green Bay venceu os Bears 21-10 levando ambos times ao resultado de 6-1-0. Ambos continuaram a vencer, e ambos estavam em 9-1-0 assim que o Thanksgiving se aproximava. Os Bears perderam seus dois últimos jogos, enquanto Green Bay não perdera nenhuma, colocando os Packers no jogo do título. Na Eastern Division, os Pittsburgh Pirates estavam em 6-5-0, e os Boston Redskins em 5-5-0, quando se encontraram em 29 de novembro em Boston diante de um público de somente 7,000. Os Pirates perderam de  30-0, caindo para 6-6-0, e só podiam torcer para que ocorrese o mesmo com o 6-5-0 Boston em seu último jogo; entretanto, os Redskins venceram em Nova York, 14-0 diante de 18,000 pagantes. Como o vencedor da divisão Eastern tinha o direito de sediar o jogo do título de 1936, George Preston Marshall decidiu levar o jogo para Nova York, onde o público foi de 29,545. Marshall mudaraia os Redskins para Washington em 1937.

## Principais mudanças nas regras
- Um draft seria realizado para distribuir novos jogadores entrando na liga pela primeira vez a um time, de uma maneira arbitrária e igualitária.
- A penalidade para um passe ilegal para frente que é realizado a frente da linha de scrimmage é de cinco jardas a partir do local da falta.

## Classificação final
V = Vitórias, D = Derrotas, E = Empates, PCT= Porcentagem de vitórias, PF= Points Feitos, PC = Pontos Contra
Nota: A NFL não contava empates oficialmente nas classificações até1972
| Eastern Division    |   |    |   |      |     |     |
| Time                | V | D  | E | PCT  | PF  | PC  |
| Boston Redskins     | 7 | 5  | 0 | .583 | 149 | 110 |
| Pittsburgh Pirates  | 6 | 6  | 0 | .500 | 98  | 187 |
| New York Giants     | 5 | 6  | 1 | .455 | 115 | 163 |
| Brooklyn Dodgers    | 3 | 8  | 1 | .273 | 92  | 161 |
| Philadelphia Eagles | 1 | 11 | 0 | .083 | 51  | 206 |

| Western Division  |    |   |   |      |     |     |
| Time              | V  | D | E | PCT  | PF  | PC  |
| Green Bay Packers | 10 | 1 | 1 | .909 | 248 | 118 |
| Chicago Bears     | 9  | 3 | 0 | .750 | 222 | 94  |
| Detroit Lions     | 8  | 4 | 0 | .667 | 235 | 102 |
| Chicago Cardinals | 3  | 8 | 1 | .273 | 74  | 143 |

## NFL Championship Game (jogo do título)
- Green Bay 21, Boston 6, em Polo Grounds, New York City, 13 de Dezembro, 1936

## Líderes em estatísticas da Liga
| Estatística | Nome          | Time      | Jardas |
| ----------- | ------------- | --------- | ------ |
| Passes      | Arnie Herber  | Green Bay | 1239   |
| Correndo    | Tuffy Leemans | New York  | 830    |
| Recebendo   | Don Hutson    | Green Bay | 536    |